# 台中市公車159路
台中市公車159路目前行駛自高鐵台中站到台中公園，由統聯客運營運，行駛路段並非站站皆停，只停靠大站。

## 歷史
- 2007年11月15日：通車，免費服務往來市區乘客，往高鐵方向只提供乘客上車，而往市區方向只提供乘客下車。
- 2009年3月31日：由公路總局接手，並正名為高鐵快捷公車1658路。
- 2009年4月1日：提供高鐵旅客（在高鐵車站上車或下車後憑車票）免費接駁服務，非高鐵旅客（未在高鐵車站上車或下車者）客運業者將依搭乘起訖區間收費。
- 2011年12月1日：全部路線自高鐵車站上車需持有當日到站車票才有免費優惠。
- 2013年3月1日：移撥為台中市公車159路，並增設「英才西屯路口」站，且開放沿線上下車。
- 2014年4月5日：因應「臺中都會區鐵路高架捷運化計畫CCL331-松竹至大慶段鐵路高架工程」之「文心陸橋拆除」，103年4月5日起至7日每日臺中公園21:20(含)以後、高鐵臺中站21:45(含)以後發車之班次配合建國北路上方橋樑結構拆除作業封閉建國北路與文心南路口，期間公車改道(烏日區)民權街、大同街、光日路、黎明路、文心南五路，原中山醫學大學站乘客則需搭乘臺鐵局區間車至大慶站下車後步行前往搭乘。[2]
- 2014年7月1日：調整發車時刻。
- 2014年9月1日：增設「忠明南向上路口」站。
- 2015年3月16日：增停「篤行國小」站（雙邊設站）。
- 2015年5月下旬：「中山醫學大學」站往臺中公園方向的站牌往建國北路遷移約80公尺，並設置公車亭。
- 2016年1月1日：調整台灣高鐵公司與統聯客運聯合行銷方案。（詳見收費條目）
- 2016年3月1日：原行駛英才路－臺灣大道－華美街－博館路－忠明路－忠明南路之動線，更改為英才路－西屯路－健行路－美村路－公益路－忠明南路。裁撤「英才西屯路口」、「科學博物館（臺灣大道）」，改停靠「西屯英才路口」、「植物園（西屯路）」、「廣三SOGO（美村路）」。
- 2020年10月20日：「捷運豐樂公園站」更名為「捷運豐樂公園站(文心南路)」。[3]
- 2022年7月1日：與台灣高鐵公司的聯合行銷方案終止，回歸台中市公車收費方式。[4]
- 2025年4月28日：雙向增加停靠「忠明高中」、「文心南文心南二路口」、「捷運九德站」、「捷運烏日站」。

## 路線基本資料
單程行車里數約14.2公里，單程行車時間約1小時。往臺中公園共19站，往高鐵台中站共19站。
自高鐵臺中站起，沿烏日區建國路、南屯區建國路、文心南路、五權西路、西區忠明南路、公益路、美村路、北區健行路、西屯路、英才路、學士路、五權路、錦南街、雙十路到臺中公園。

### 時刻表
- 時刻表更新日期為2025年3月1日[5]

| 台中市公車159路平/假日時刻表 | 台中市公車159路平/假日時刻表 | 台中市公車159路平/假日時刻表 | 台中市公車159路平/假日時刻表 |
| ---------------------------- | ---------------------------- | ---------------------------- | ---------------------------- |
| 高鐵臺中站(第13月台)開時刻   | 高鐵臺中站(第13月台)開備註   | 臺中公園(雙十路)開時刻       | 臺中公園(雙十路)開備註       |
| 07:10                        | -                            | 06:00                        | -                            |
| 07:45                        | -                            | 06:30                        | -                            |
| 08:20                        | -                            | 07:00                        | -                            |
| 08:50                        | -                            | 07:40                        | -                            |
| 09:20                        | -                            | 08:15                        | -                            |
| 10:00                        | -                            | 08:50                        | -                            |
| 10:30                        | -                            | 09:25                        | -                            |
| 11:00                        | -                            | 09:55                        | -                            |
| 11:30                        | -                            | 10:20                        | -                            |
| 11:50                        | -                            | 10:40                        | -                            |
| 12:20                        | -                            | 11:10                        | -                            |
| 12:50                        | -                            | 11:40                        | -                            |
| 13:20                        | -                            | 12:10                        | -                            |
| 13:50                        | -                            | 12:35                        | -                            |
| 14:10                        | -                            | 12:55                        | -                            |
| 14:30                        | -                            | 13:20                        | -                            |
| 14:50                        | -                            | 13:40                        | -                            |
| 15:10                        | -                            | 14:00                        | -                            |
| 15:40                        | -                            | 14:30                        | -                            |
| 16:10                        | -                            | 15:00                        | -                            |
| 16:30                        | -                            | 15:20                        | -                            |
| 16:50                        | -                            | 15:40                        | -                            |
| 17:20                        | -                            | 16:00                        | -                            |
| 17:50                        | -                            | 16:30                        | -                            |
| 18:20                        | -                            | 17:00                        | -                            |
| 18:55                        | -                            | 17:40                        | -                            |
| 19:30                        | -                            | 18:20                        | -                            |
| 20:30                        | -                            | 19:20                        | -                            |
| 21:50                        | -                            | 20:40                        | -                            |
| 22:50                        | -                            | 21:40                        | -                            |

### 停站
- 參見右側站牌路線圖。[6]

### 臺中市公車收費標準
- 依里程計費；刷電子票證扣款最高金額60元優惠。
- 里程計費說明：
  - 基本里程：8公里。
  - 基本里程票價全票20元、半票11元。
  - 超過基本里程（8公里）計費方式：
    - 全票=[2.431 x 搭乘里程數x （1+5%營業稅）] （四捨五入）
    - 半票=[2.431 x 搭乘里程數x （1+5%營業稅）] x 50% （四捨五入）

  - 兒童、老人、身心障礙者及其陪伴者依規定半票收費。

### 高鐵公司與統聯客運2016年行銷方案
- 使用電子票證（悠遊卡、一卡通）刷卡搭乘享有10公里內免費優惠。
- 於高鐵臺中站上車或於高鐵臺中站下車乘客須使用電子票證可享全程免費優惠。
- 投現乘客須依臺中市公車費率收費。
- 基於優惠不重複原則，持「敬老愛心卡」乘客（含高鐵旅客）搭乘本路線先扣敬老愛心卡點數，點數用為才能啟用10公里內優惠方案。[7]

## 圖片集

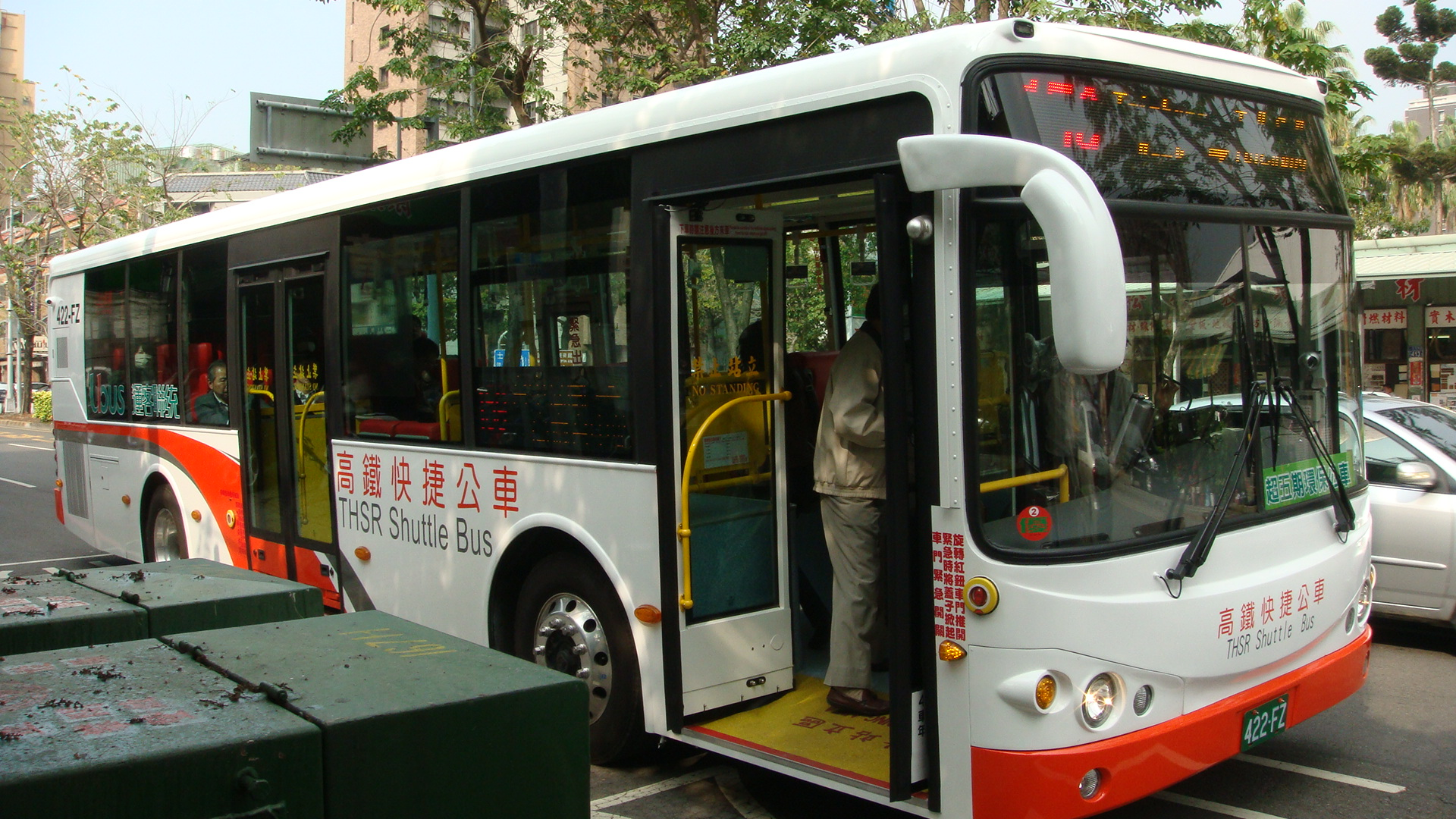
高鐵快捷塗裝行駛本路線
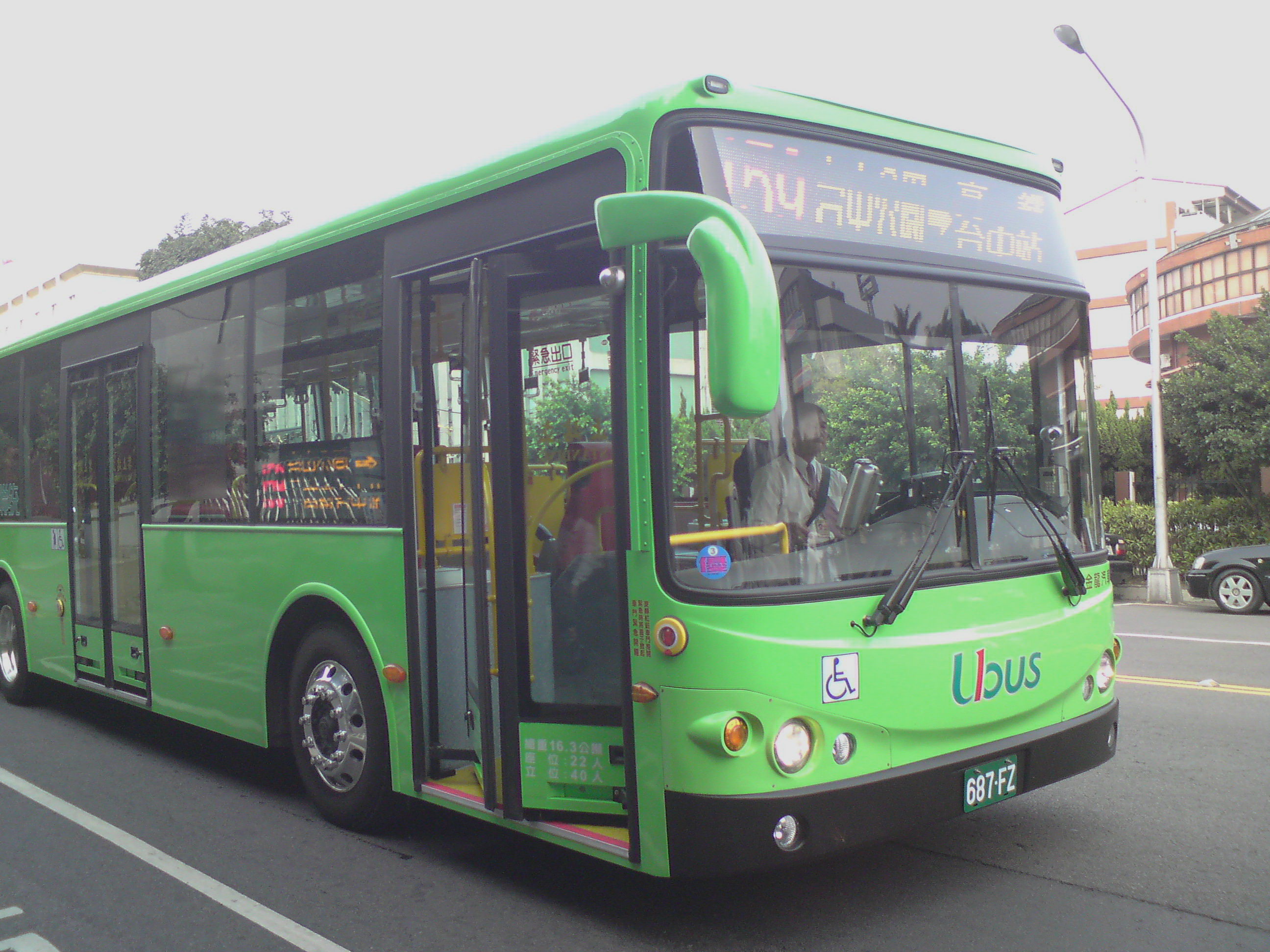
一般塗裝車輛支援本路線
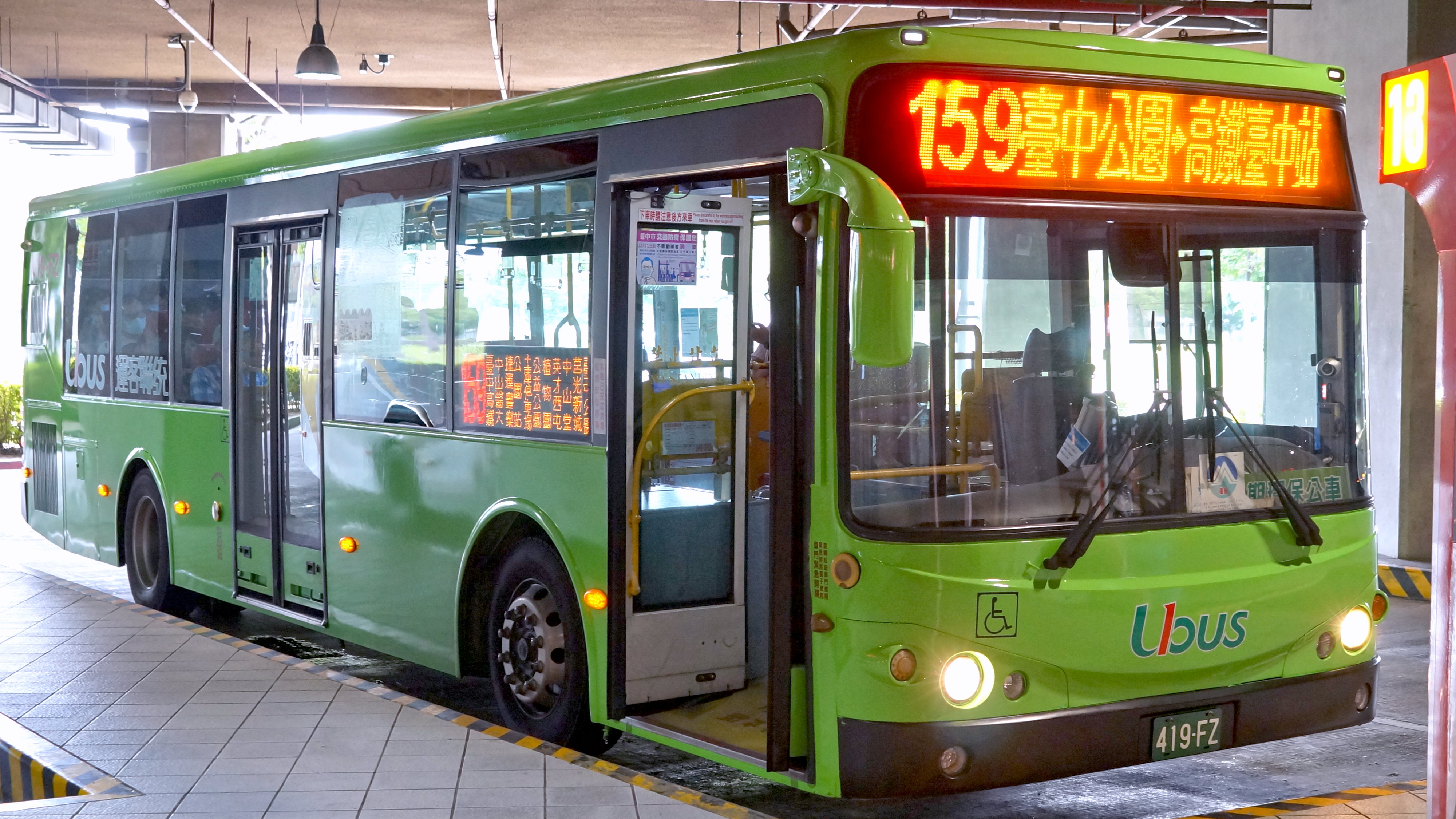
一般塗裝車輛支援本路線

## 臺灣大道幹線公車轉乘資訊
- 159路轉乘站：廣三SOGO（美村路）

| 臺灣大道幹線   |                                    |                        |                |      |
| 專用道車站名稱 |                                    | 慢車道公車站牌名稱     |                | 備註 |
| 科博館         | National Museum of Natural Science | 科學博物館（臺灣大道） | Science Museum |      |